# Колокитаки
Колокитаки или Певкаки (на гръцки: Κολοκυθάκι) е бивше село в Република Гърция, в дем Гревена, област Западна Македония.

## География
Селището се е намирало на около 26 километра източно от град Гревена, на един километър източно от село Книди и един километър северозападно от Пилори.

## История

### В Османската империя
В края на ХІХ век Колокитаки е гръцко християнско селце в нахия Венци на Кожанската каза на Османската империя. Според статистиката на Васил Кънчов в 1900 година в Колокитаки живеят 61 гърци.
На Етнографската карта на Битолския вилает на Картографския институт в София от 1901 година Колокитаки е чисто гръцко село в Кожанската каза на Серфидженския санджак с 12 къщи.
Според статистика на Серфидженския санджак на гръцкото консулство в Еласона от 1904 година в Колокитаки (Κολοκυθάκι), Гревенска каза, живеят 37 гърци елинофони християни.
По данни на секретаря на Българската екзархия Димитър Мишев („La Macédoine et sa Population Chrétienne“) в 1905 година в Колокитаки (Kolokitaki) има 60 гърци.
Според Тодор Симовски селото вероятно е чифлик.

### В Гърция
През Балканската война в 1912 година в селото влизат гръцки части и след Междусъюзническата в 1913 година Колокитаки влиза в състава на Кралство Гърция.
В средата на 1920-те години по силата на Лозанския договор в Колокитаки са заселени понтийски гърци бежанци от Турция. В 1928 година селището е представено като изцяло бежанско с 39 семейства или 114 или 106 жители.
Селото е обезлюдено и изоставено по време на Гражданската война. След войната е възстановено, прекръстено на Певкаки в 1963 година, но постепенно обезлюдява, като повечето му жители се заселват в Книди.
Населението произвежда жито и тютюн, като се занимава частично и със скотовъдство.
От селото е запазена църквата „Успение Богородично“ от 1757 година.
| Година    | 1913 | 1920 | 1928 | 1940 | 1951 | 1961 | 1971 | 1981 | 1991 | 2001 | 2011 | 2021 |
| --------- | ---- | ---- | ---- | ---- | ---- | ---- | ---- | ---- | ---- | ---- | ---- | ---- |
| Население | 19   |      | 106  | 138  |      | 62   | 10   |      |      |      |      |      |